# ワンマン・ギャング
ワンマン・ギャング（The One Man Gang、本名：George Gray、1960年2月12日 - ）は、アメリカ合衆国のプロレスラー。サウスカロライナ州スパータンバーグ出身。
スーパーヘビー級のモンスターヒールとして、南部の各主要団体やWWFで活動した。WWFにおける "アフリカン・ドリーム" アキーム（"The African Dream" Akeem）としての活躍も知られる。

## 来歴
1977年に17歳でプロレスラーとしてデビュー。キャリア初期はアンジェロ・ポッフォが旗揚げしたケンタッキー州レキシントンのICWにて、クラッシャー・ブルームフィールド（Crusher Broomfield）のリングネームで活動する。1982年からはテネシー州メンフィスのCWAに参戦、ジェリー・ローラーやダッチ・マンテルの保持するタイトルに挑戦した。
その後、ビル・ワット主宰のMSWAでワンマン・ギャング（The One Man Gang）と改名。超巨漢の若手ヒールとして台頭し、アンドレ・ザ・ジャイアントとも対戦した。以降、NWAの南部テリトリーを転戦。ジム・クロケット・ジュニア主宰のMACWでは1983年5月23日、ケリー・キニスキーと組んでマイク・ロトンド&ルーファス・ジョーンズを破り、空位となっていたNWAミッドアトランティック・タッグ王座を獲得。エディ・グラハム主宰のCWFではダスティ・ローデスやブラックジャック・マリガンと抗争し、1984年11月にはマリガンからNWAフロリダ・ブラスナックル王座を奪取した。
その間、1983年9月に全日本プロレスに初来日。スタン・ハンセン、ブルーザー・ブロディ、ハーリー・レイス、テッド・デビアスといった豪華メンバーの中でさほど注目はされていなかったが下馬評以上の健闘を見せ、テレビ中継にてジャンボ鶴田とのシングルマッチも組まれた。シリーズ最終戦である11月3日の後楽園ホール大会では、ハンセンと組んでジャイアント馬場&鶴田のインターナショナル・タッグ王座に挑戦。翌1984年末には鶴見五郎とのチームで世界最強タッグ決定リーグ戦にも出場している（当初はバズ・ソイヤーがパートナーとなる予定だった）。
1985年からはテキサス州ダラスのWCCWに定着し、それまでの長髪をモヒカン刈りに変え、イリノイ州シカゴ出身を自称するストリートギャング系のヒールに変身。ブロディ、ケビン&ケリー・フォン・エリック、テリー・ゴディ、ザ・グレート・カブキらと抗争を繰り広げた。1986年2月には全日本プロレスへの3度目の来日を果たし、キラー・カーンやクラッシャー・ブラックウェルとの巨漢対決もタッグマッチで実現した。
1986年11月9日にはオクラホマ州タルサにて、ビル・ワット主宰のUWF（旧MSWA）認定の世界ヘビー級王座を獲得。以降、ジム・ドゥガン、テリー・テイラー、エディ・ギルバート、スティーブ・ウィリアムス、バズ・ソイヤー、前王者ゴディらを相手に防衛戦を行い、1987年4月19日にビッグ・ババ・ロジャースに敗れるまで戴冠した。

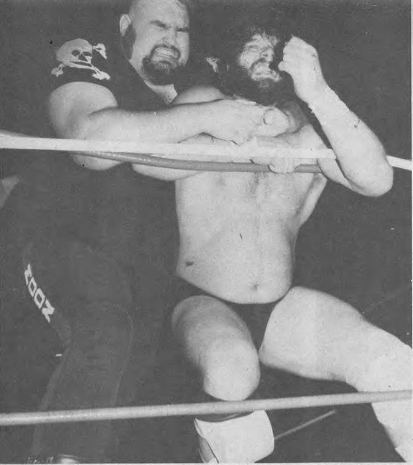
ジム・ドゥガン（右）を攻撃するワンマン・ギャング（1987年）

UWF離脱後の1987年5月よりWWFに登場して、王者ハルク・ホーガンのWWF世界ヘビー級王座に再三挑戦（9月21日にはニューヨークのマディソン・スクエア・ガーデン、11月7日にはセントルイスのキール・オーディトリアムにおいて挑戦）。バンバン・ビガロとも巨漢同士の抗争を展開しており、1988年3月27日のレッスルマニアIVでは、空位となったWWF世界ヘビー級王座決定トーナメントに出場した。同年9月、 "アフリカン・ドリーム" アキーム（"The African Dream" Akeem）に変身。白人でありながらイスラム名のアフリカ人を名乗り、マネージャーのスリックが歌う入場曲 "Jive Soul Bro." に合わせてラップを踊るというコミカルなヒールへのキャラクター・チェンジを行う。ビッグ・ボスマンとのタッグチーム、ツイン・タワーズ（The Twin Towers）でも活躍し、ホーガン&ランディ・サベージのメガ・パワーズと抗争した。
1990年下期にWWFを離脱してWCWに移籍。リングネームをワンマン・ギャングに戻し、ケビン・サリバン率いるヒール軍団のダンジョン・オブ・ドゥームに加入する。その後はインディー団体を転戦し、1995年にWCWと再契約。同年12月27日、新日本プロレスの佐々木健介が剥奪されたUSヘビー級王座の新王者に認定された。WCW離脱後は1997年7月にSPWFへ来日、矢口壹琅とタッグを組み、久々に日本に登場。1998年11月にはFMWに参戦、サブゥー&金村ゆきひろとのトリプル・スレット・マッチに出場した。同年には短期間ながらECWにもフル・ブラッデッド・イタリアンズのメンバーとして登場している。
2000年の夏にはオーストラリアに遠征してタタンカとオーストラレージアン・ヘビー級王座を争ったが、同年に心臓発作を起こしてからはセミリタイア状態となる。2001年にはプエルトリコのWWCにおいて、カルロス・コロンやアブドーラ・ザ・ブッチャーとハードコア王座を争っている。WWEにも同年4月1日のレッスルマニアX-Sevenにおけるギミック・バトルロイヤルにワンマン・ギャングとして出場した（当初はアキームとして参加予定だったが、ウェイトがダウンしたためコスチュームが合わなくなってしまったという）。
以降は、2008年2月29日にフィラデルフィアのインディー団体チカラで行われた6人タッグマッチのトーナメントに、アックス&スマッシュのデモリッションと "Team WWF" なるトリオを結成して出場している。2009年3月28日には、同じくペンシルベニア州のIWC（International Wrestling Cartel）に登場、MSWAからWWFを通しての宿敵ジム・ドゥガンとメインイベントで対戦するも敗退した。

## 得意技
747スプラッシュ
ジャンピング式またはランニング式のボディ・プレス。その巨体をボーイング747に見立てたネーミング。アキーム時代は "Air Africa" と呼ばれた。
マスター・ブラスター
セカンドロープからのフェイスクラッシャー。
エルボー・ドロップ

## 獲得タイトル
チャンピオンシップ・レスリング・フロム・フロリダ
- NWAブラスナックル王座（フロリダ版）：1回[6]
- NWA USタッグ王座（フロリダ版）：1回（w / ロン・バス）[29]

ミッドアトランティック・チャンピオンシップ・レスリング
- NWAミッドアトランティック・タッグ王座：1回（w / ケリー・キニスキー）[5]

ワールド・クラス・チャンピオンシップ・レスリング
- NWA世界6人タッグ王座（ダラス版）：1回（w / マーク・ルーイン&キラー・ブルックス）[30]

ユニバーサル・レスリング・フェデレーション
- UWF世界ヘビー級王座：1回[14]

ワールド・チャンピオンシップ・レスリング
- WCW USヘビー級王座：1回[21]

ワールド・レスリング・カウンシル
- WWCハードコア王座：2回[25]